# Velestíno
Velestíno (Velestino) är en kommunhuvudort i Grekland.   Den ligger i prefekturen Nomós Magnisías och regionen Thessalien, i den centrala delen av landet, 180 km nordväst om huvudstaden Aten. Velestíno ligger 142 meter över havet och antalet invånare är 3 044.
Terrängen runt Velestíno är kuperad åt sydost, men åt nordväst är den platt. Runt Velestíno är det ganska glesbefolkat, med 25 invånare per kvadratkilometer. Närmaste större samhälle är Néa Ionía, 16,1 km öster om Velestíno. Trakten runt Velestíno består till största delen av jordbruksmark.